# Caio Manhente
Caio Manhente Catarino Lasmar (Rio de Janeiro, 29 de março de 2000) é um ator brasileiro, famoso por papeis como o Tom da série Detetives do Prédio Azul e o Rafael da novela Vai Na Fé.

## Carreira
Manhente iniciou na carreira artística ainda na infância, movido pelo desejo de participar de um dos DVDs da Xuxa. Aos oito anos, ele fez a sua primeira aparição na TV em 2008, ao interpretar Tiago num dos episódios da série Casos e Acasos. Em 2009, Manhente estreou em novelas, vivendo Gabriel em Viver a Vida. Seu personagem era filho de Ariane (Christine Fernandes) e ficava órfão de pai. Nessa mesma época, gravou dois filmes: Uma Professora Muito Maluquinha, baseado no livro homônimo de Ziraldo, no qual viveu Luisinho, personagem que narrava a história, e A Suprema Felicidade, filme de Arnaldo Jabor no qual ele interpretava o protagonista Paulinho na infância.
Em 2010, esteve no especial O Relógio da Aventura, no qual interpretava dois personagens: Julinho e Romaninho. O primeiro vivia no presente, era um garoto tímido que era amigo do protagonista João (Miguel Arraes) e alvo do valentão Guto (Matheus Costa). Já o segundo, Romaninho, vivia na época do Império Romano, e também precisava do socorro de João para escapar de confusões. Em 2011, participou de Cordel Encantado, na qual viveu Zig, um dos filhos de Zenóbio (Guilherme Fontes) e Florinda (Emanuelle Araújo), sendo irmão de Dulcina (Bárbara Maia) e Rosa (Isabelle Drummond), e ele compartilhava a paixão pela ciência com o pai.

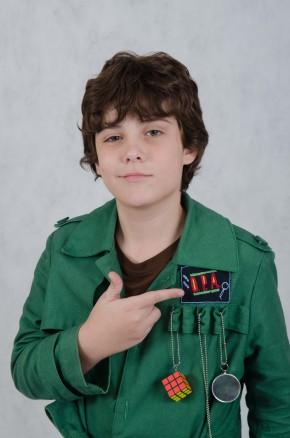
Caio Manhente em 2012, na série D.P.A.

Em 2012, Caio deu vida a Carlos durante a primeira fase de Amor Eterno Amor. Seu personagem era, na verdade, Rodrigo, o filho desaparecido de Verbena (Ana Lúcia Torre). Ele tinha a habilidade de compreender os animais e fugia de seu "pai" abusivo, Virgílio (Osmar Prado). Nesse mesmo ano, ele começou a viver um dos protagonistas da série Detetives do Prédio Azul. Seu personagem era Tom, um dos detetives mirins, que resolvia mistérios em seu prédio, e era o mais esperto, mas também o mais medroso. A capa verde de seu personagem se tornou um dos ícones da série, sendo repassada a Pippo (Pedro Motta) após a sexta temporada, quando Manhente já tinha quinze anos. Posteriormente, Tom retornou em participações especiais, além de ter feito D. P. A. - O Filme.
Em 2014, esteve em Boogie Oogie, vivendo Filipe, filho mais novo de Ricardo (Bruno Garcia) e Luísa (Alexandra Richter), e irmão de Daniele (Alice Wegmann). Inicialmente solitário, seu personagem se aproximou de Cláudia (Giovanna Rispoli). Dois anos depois, participou de Malhação: Pro Dia Nascer Feliz, onde viveu o divertido Fábio, um personagem que sofria de déficit de atenção e se relacionava com Manuela (Milena Melo), com quem implicava inicialmente. Em 2018, foi o introvertido Guilherme na novela O Sétimo Guardião e também viveu Thiago, um dos protagonistas do filme Berenice Procura, no qual ele contracenou com Cláudia Abreu e Eduardo Moscovis, e interpretou seu primeiro personagem LGBT.
Em 2021, fez participação na novela bíblica Gênesis, vivendo Abel, filho mais novo de Adão (Carlo Porto) e Eva (Juliana Boller), que tinha uma relação tensa com seu irmão Caim (Eduardo Speroni), cujo desfecho se tornou trágico. No mesmo ano, foi o sofisticado Gabriel em Quanto Mais Vida, Melhor!. Seu personagem era filho da vilã Carmem (Júlia Lemmertz) e se envolvia com Flávia (Valentina Herszage) e com Leona (Ingrid Geigher). E Caio também gravou a série do Disney+ A Magia de Aruna, na qual viveu Ariel, um aficionado por magia e contracenou com Cleo, Giovanna Ewbank e Erika Januza, e pôde ser visto no filme Veneza, de Miguel Falabella, no qual ele interpretava Júlio, rapaz que se apaixonava por uma prostituta vivida por Carol Castro. O ator considerou essa experiência marcante, pois além de ter sido a primeira vez que ele saiu do Brasil para gravar, foi seu primeiro trabalho com cenas mais explícitas.
Em 2022, Manhente gravou o filme O Velho Fusca, no qual viveu Júnior, um dos personagens principais, que desenvolvia uma relação de amizade com seu avô, vivido por Tonico Pereira, trabalhando também com Cleo e Danton Mello.
2023 foi o ano em que Manhente ganhou reconhecimento nacional após interpretar o personagem Rafa na novela Vai Na Fé. Seu personagem era filho do vilão Theo (Emílio Dantas) com Clara (Regiane Alves), e sofria ao ver a forma que seu pai tratava a ele mesmo e à sua mãe. Inicialmente recluso e depressivo, Rafa ganhou vida após começar a se relacionar com Kate (Clara Moneke), tratar sua depressão e se aprofundar em sua paixão pela fotografia.
No ano de 2024, Manhente se juntou ao elenco de Garota do Momento, interpretando Edu, rapaz sensível e romântico que gosta de ciência e de poesia, e se apaixona por Celeste, vivida por Débora Ozório. Ele também fez uma participação especial no filme Tudo por um Pop Star 2, vivendo o empresário Rômulo. O ano também marcou a estreia da peça teatral Ensaio Para um Adeus Inesperado, um drama no qual ele viveu o filho recém falecido da personagem de Natália Lage, e foi dirigido por Ana Beatriz Nogueira.

## Vida pessoal
Caio Manhente é filho de Sérgio e Ana Paula Manhente, e possui uma irmã mais nova chamada Clara. Ele teve um relacionamento de três anos com a também atriz Maria Clara David, que chegou ao fim em 2023. Nas horas vagas, ele tem como hobbies tocar violão, cantar, ler e praticar esportes, como futebol e natação. Em 2023, ele foi fotografado aos beijos com dois de seus colegas de Vai na Fé: Samuel de Assis, a quem ele classificou como "amigo" e esclareceu que o beijo não passava de uma "brincadeira", e Bella Campos, cujos rumores de que havia um relacionamento entre os dois se intensificaram após eles serem vistos juntos com frequência.

## Filmografia

### Televisão
| Ano     | Titulo                         | Personagem                        | Notas                                    |
| ------- | ------------------------------ | --------------------------------- | ---------------------------------------- |
| 2008    | Casos e Acasos                 | Tiago                             | Episódio: "O Bombeiro, o Furto e a Foto" |
| 2009–10 | Viver a Vida                   | Gabriel Vidigal Machado           |                                          |
| 2010    | O Relógio da Aventura          | Julinho / Romaninho               |                                          |
| 2011    | Cordel Encantado               | Zig Alfredo                       |                                          |
| 2012    | Amor Eterno Amor               | Rodrigo (criança)                 | Episódios: "5–6 de março"                |
| 2012–16 | Detetives do Prédio Azul       | Wellington Paz (Tom)              |                                          |
| 2014–15 | Boogie Oogie                   | Filipe Veiga Azevedo Fraga (Lipe) |                                          |
| 2016–17 | Malhação: Pro Dia Nascer Feliz | Fábio Souza                       |                                          |
| 2018–19 | O Sétimo Guardião              | Guilherme Aranha                  |                                          |
| 2021    | Gênesis                        | Abel                              |                                          |
| 2021–22 | Quanto Mais Vida, Melhor!      | Gabriel Wöllinger                 |                                          |
| 2023    | Vai na Fé                      | Rafael Albuquerque Bastos (Rafa)  |                                          |
| 2023    | A Magia de Aruna               | Ariel                             |                                          |
| 2024–25 | Garota do Momento              | Eduardo Pacheco (Edu)             |                                          |
| 2026    | Quando Ela Desaparecer         | Rodolfo                           |                                          |

### Cinema
| Ano  | Titulo                          | Personagem            |
| ---- | ------------------------------- | --------------------- |
| 2010 | A Suprema Felicidade            | Paulo (criança)       |
| 2011 | Uma Professora Muito Maluquinha | Luiz Athos (Luizinho) |
| 2017 | D.P.A - O Filme                 | Tom                   |
| 2018 | Berenice Procura                | Thiago                |
| 2021 | Veneza                          | Júlio                 |
| 2024 | Tudo por um Pop Star 2          | Rômulo                |
| —    | O Velho Fusca                   | Junior                |

### Teatro
| Ano  | Titulo                          | Personagem |
| ---- | ------------------------------- | ---------- |
| 2018 | O Ateneu                        | Bernardo   |
| 2024 | Ensaio Para um Adeus Inesperado | Filho      |

## Prêmios e nomeações
| Ano  | Premiação                    | Nomeação                        | Obra                            | Resultado |
| ---- | ---------------------------- | ------------------------------- | ------------------------------- | --------- |
| 2010 | Prêmio Contigo! de TV        | Melhor Ator Infantil            | Viver a Vida                    | Indicado  |
| 2010 | Prêmio Arte Qualidade Brasil | Melhor Ator Infantil            | Viver a Vida                    | Indicado  |
| 2023 | Prêmio ArteBlitz de Novela   | Melhor Casal (com Clara Moneke) | Vai na Fé                       | Indicado  |
| 2024 | Prêmio FITA de Teatro        | Melhor Revelação                | Ensaio Para Um Adeus Inesperado | Indicado  |